# 相模原市民桜まつり

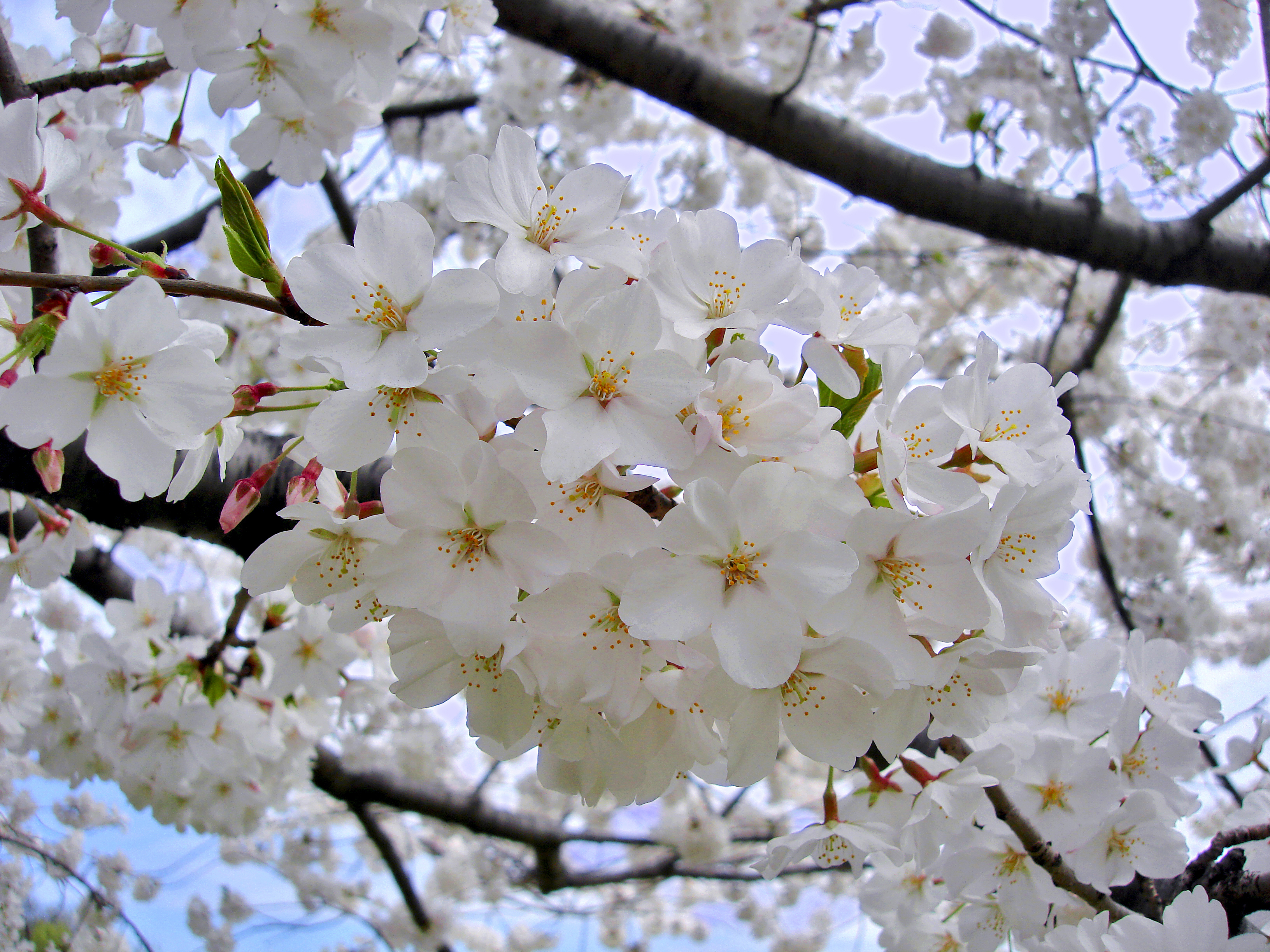
相模原市民桜まつりでは多くのソメイヨシノの並木を見ることができる。

相模原市民桜まつり（さがみはらしみんさくらまつり）は神奈川県相模原市の祭り。

## 概要
相模原市民桜まつりは、1974年（昭和49年）に市制施行20周年を記念して相模原のふるさとづくりをテーマに始められた。「72万人のふるさとづくり」「人・もの・自然、すべての共生を求めて」のコンセプトのもと、市役所さくら通りを主会場に市民の手づくりによる催し物や市民パレード、 絵画コンテストなど様々な内容がある。

## 歩行者天国
歩行者天国は昼間のみ。夜間は桜のライトアップもあるが車は通る。

## アクセス
公共交通機関
JR横浜線相模原駅より市役所近くまで無料送迎バスが約20分間隔で運行